# Вайблинген
Ва́йблинген (нем. Waiblingen, алем. нем. Woeblinge) — город на юго-западе Германии, в земле Баден-Вюртемберг, административный центр района Ремс-Мур. Расположен на берегах реки Ремс в центре густонаселённого региона Штутгарт, в 10 км от Штутгарта. Коренное население Швабы говорит на южно-немецком швабском диалекте.
В городе живет 57 165 человек (по состоянию на 31 марта 2023). За 12 лет население увеличилось почти на 4 тысячи человек (31.12.2011 года - 53 288 человек). На декабрь 2004 года площадь города, включая прилегающие территории, такие как леса, составляла 42,76 км². В состав города Вайблинген помимо районного центра входят 5 поселений/общин - Байнштайн (Beinstein), Биттенфельд (Bittenfeld), Хегнах (Hegnach), Хо́енакер (Hohenacker) и Нойштат (Neustadt "Neustadt in Europa").

## История
В регионе известны находки эпохи палеолита и среднего каменного века. В самом Вайблингене есть свидетельства поселений в различные доисторические эпохи, начиная со времен Культуры линейно-ленточной керамики (около 5000 г. до н. э.). Во времена Римской империи недалеко от Байнштейна (Beinstein) существовало поселение ремесленников, которые также производили качественную глиняную посуду (terra sigillata). Следы существования другой кирпичной печи были обнаружены недалеко от Хегнах (Hegnach).
В алеманнский период территория вокруг сегодняшнего Вайблингена превратилась в политический, экономический и церковный центр. В окрестностях города есть несколько захоронений Меровингов. После того, как франки окончательно аннексировали бывшее герцогство Аламанния при дворе Каннштатт в 746 году, Вайблинген становится центром франкского имперского управления имениями и переходит во владение Каролингов.
В городе строится здание королевской выездной резиденции, в котором 23 августа 885 года был коронован император Карл III Толстый. В связи с этим название города Вайблинген впервые появляется в письменных документах (с написанием Ууэйбелинген, Uueibelingen). В 887 году здесь состоялось первое заседание суда.
Вайблинген оставался королевским поместьем при последующих династиях Оттонов, Салианов и  Гогенштауфенов (или Штауферов).
Фридрих I из династии Гогенштауфенов, более известный как Фридрих Барбаросса, возможно, родился в Вайблингене в 1122 году. Его бабушка герцогиня Швабвская Агнесса фон Вайблинген была из Салической династии (Salier), династии королей Восточно-Франкского королевства (Германии) и императоров Священной Римской империи. Она - единственная дочь германского короля и императора Священной Римской империи Генриха IV. Агнесса стала прародительницей династии Гогенштауфенов, так и более поздних герцогов Австрии из дома Бабенбергов. Город Вайблинген был собственностью королей Салической династии, от которой его наследовали герцоги и короли Гогенштауфены.
Полагают, что итальянское название гогенштауфского политического течения Гибеллины происходит от «Вайблинген». Штауферов в Италии называли Гибеллинами (по-итальянски Вайблинген), потому что их боевой клич был «Вайблинген!».  Гибеллины и гвельфы были двумя враждебными политическими группами в средневековой императорской Италии. В то время как гибеллины (вайблингеры) были сторонниками императора, гвельфы (гвельфы) поддерживали политику папства.
В 1250 году Вайблинген присвоен статус города.
Осенью 1634 года во время Тридцатилетней войны Вайблинген был полностью разрушен. Имперские и испанские войска подожгли и взяли штурмом город, а затем его разграбили. Продолжавшиеся 8 дней пожары разрушили город окончательно. Лишь несколько домов за пределами городских стен избежали разрушения. Четыре года город был в запустении пока в 1638/40 годах не началось его восстановление. Реконструкция шла медленно из-за серьезной потери населения во результате войны. Разрушения 1634 года до сих пор считаются величайшей катастрофой в истории города.
В 1861 году в Вайблинген приходит железная дорога, что дало новый толчок к индустриальному развитию города. От железнодорожного вокзала к центру города проходит главная улица города - Железнодорожная улица (Bahnhofstrasse), вдоль которой построены великолепные здания с палисадниками для высшего класса с большим разнообразием архитектурных стилей эпохи Вильгельма.

## Слияние
1 декабря 1971 года к Вайблингену был присоединён населённый пункт Байнштайн, а 1 января 1975 года населённые пункты Биттенфельд, Хегнах, Хоэнаккер и Нойштадт.

## Культура и языки
Коренное население Вайблингена говорит на швабском диалекте немецкого языка. Особенно старшее поколение. Молодежь говорит на миксе швабского немецкого и литературного немецкого языков. Швэбиш дойч и хох-дойч (Schwäbischdeutsch und Hochdeutsch). Зная только литературный (официальный) немецкий язык порой сложно, а иногда и невозможно понять швабскую речь из-за особенностей лексики и грамматики.
Вайблинген находится в регионе Германии, исторически принадлежавшее Швабскому Герцогству. Коренное население - швабы

## Экономика
В Вайблингене находится штаб-квартира крупнейшего в мире производителя бензопил компании Stihl.
Кроме того, здесь расположены два завода группы компаний Robert Bosch GmbH, работающие с полимерной и упаковочной технологиями.
В городе работает фабрика по производству леденцов из лечебных трав Fr. Kaiser GmbH (с 1889)
Вайблинген является центром обработки почты немецкой почтовой компании Deutsche Post AG для региона Штутгарт.

## Международные связи
Города-побратимы:
- Майенн, Франция (с 1962)
- Девайзс[англ.], Великобритания (1966)
- Бая, Венгрия (1988)
- Ези, Италия (1996)
- Вирджиния Бич, США (2017)

## Достопримечательности
- Rathaus. Исторического здание мэрии города.
- Галерея Stihl. Галерея современного искусства (2008)
- Городская стена и смотровая башня. Восстановлены после 30-летней войны в 1640-1670
- Стела Штауферов. Один из 39 мемориальных камней, посвященных римско-германским королям и императорам в эпоху высокого средневековья Штауфенам (Staufer). (Установлен в 2007 году в Вайблингене)
- Церковь Св. Михаила (Michaelskirche)
- Водонапорная башня (Wasserturm)
- Фахверковые дома

## Мероприятия
- Waiblinger Altstadtfest[6]. Фестиваль Старого города "Altstadtfest" и средневековая ярмарка "Staufer-Spektakel". Ежегодно проходят в последние выходные июня или в первые выходные июля на центральной поляне перед зданием городского центра Bürgerzentrum
- Фестиваль света „Waiblingen leuchtet“. Ежегодно в первую пятницу октября на фасадах зданий исторической части города разворачивается световой спектакль
- Рождественская ярмарка Weihnachtsmarkt. Историческая рождественская ярмарка оживляет рыночную площадь своими прилавками и «Живым адвентистским календарем»
- Соревнования по плаванию International Karolinger Schwimmfest
- Ежегодный городской забег Stadtlauf Waiblingen. Проходит в начале мая. Участники могут выбрать категории: бег - 10км или 6 км, или скандинавская ходьба - 6 км. Дистанция для самых маленьких бегунов - 600 метров.
- Марафон Remstal Marathon и марафонская эстафета проходят в сентябре. Спортсмены стартуют в городе Швебиш-Гмюнд и финишируют в Вайблингене.

## Почётные граждане города
- 2012: Eva Mayr-Stihl (1935 - 2022), первая женщина, удостоенная звания "Почетный горожанин города Вайблинген" . Предпринимательница, соучредительница и член правления Фонда Евы Майр-Штиль, зам председателя консультативного совета Stihl Holding AG & Co. KG
- 1997: Hans Peter Stihl (1932 ), гендиректор компании Andreas Stihl AG (штаб-квартира в г. Вайблинген) и президент Немецкой ассоциации промышленности и торговли
- 1997: Albrecht Villinger (1926 - 2006), бизнесмен и издатель, председатель ассоциации поддержки церкви Михаэля.
- 1997: д-р Ulrich Gauß (1932 ), глава городского совета Вайблинген 1970-1994
- 1968: Adolf Bauer (1888 - 1971), мэр и глава  городского совета
- 1967: Alfred Diebold (1897 - 1994), мер и глава городского совета
- 1953: Emil Münz (1873 - 1956), владелец цветоводческого хозяйства, специализировавшегося на разведении орхидей
- 1934: Albert Roller (1871 - 1944), производитель технических инструментов
- 1932: Friedrich Schofer (1858 - 1934), фабрикант и производитель каминов и кирпичей
- 1930: Theodor Kaiser (1862 - 1930), фабрикант, производитель травяных леденцов  и владелец химической фабрики
- 1907: Ferdinand Küderli (1844 - 1919), фабрикант, производитель шелковых тканей
- 1883: д-р Gustav Pfeilsticker (1809 - 1886), доктор медицины, главный врач города